# Посников, Николай Петрович
Николай Петрович Посников (28 февраля [12  марта] 1845 — после 1917) — русский придворный, сенатор.

## Биография
Окончил Императорское училище правоведения (1866). В службе и классном чине с 26 мая 1866. Причислен к Министерству юстиции.
Был товарищем председателя Московского окружного суда, прокурором Московской судебной палаты, затем старшим председателем Варшавской судебной палаты. Действительный статский советник (1.01.1885), гофмейстер (14.05.1906). В 1902 году назначен сенатором.

## Награды
- Орден Святого Станислава 2-й ст. (1870)
- Орден Святой Анны 2-й ст. (1878)
- Орден Святого Владимира 3-й ст. (1888)
- Орден Святого Станислава 1-й ст.  (1892)
- Орден Святой Анны 1-й ст. (1896)
- Орден Святого Владимира 2-й ст. (1900)
- Орден Белого орла (1905)
- Орден Святого Александра Невского (1.01.1909)
- Бриллиантовые знаки к ордену Святого Александра Невского (1.01.1914)

Медали и знаки:
- Медаль «В память коронации императора Александра III» (1883)
- Медаль «В память царствования императора Александра III» (1896)
- Медаль «В память коронации Императора Николая II» (1896)
- Высочайшая благодарность (1901)
- Знак за XL лет беспорочной службы
- Знак «В память 200-летия Правительствующего Сената» (1911)
- Медаль «В память 300-летия царствования дома Романовых» (1913)
- Знак «В память 50-летия судебной реформы» (1914)